# Liste der Bodendenkmale in Kirchgellersen
In der Liste der Bodendenkmale in Kirchgellersen sind alle Bodendenkmale der niedersächsischen Gemeinde Kirchgellersen aufgelistet. Die Quelle ist der Denkmalatlas Niedersachsen. Der Stand der Liste ist der 29. September 2024.

## Allgemein
In den Spalten finden sich folgende Informationen des Bodendenkmales :
- Lage        : geographische Koordinaten
- Bezeichnung : Bezeichnung lt. Denkmalatlas
- Beschreibung: Beschreibung lt. Denkmalatlas
- ID          : Objekt-ID
- Bild        : Bild, ggf. zusätzlich mit Link zu weiteren Fotos im Medienarchiv Wikimedia Commons.

## Kirchgellersen
| Lage                         | Bezeichnung                    | Beschreibung | ID       | Bild |
| ---------------------------- | ------------------------------ | --- | -------- | ---- |
| 53° 14′ 41″ N, 10° 17′ 55″ O | Kirchgellersen 24, Grabhügel   | Fast rund, Dm. 20 m; H. 1,7 m. Kuppe abgeflacht, Rand abgesetzt. Einige Einkuhlungen und zahlreiche Tiergänge. Einige Granitsteine sichtbar. Inselartig von Wirtschaftsflächen umgeben.                                                                                        | 28930774 | BW   |
| 53° 14′ 59″ N, 10° 16′ 10″ O | Kirchgellersen 29, Grabhügel   | Oval, annähernd Ost-West orientiert, L. 20 m; Br. 14 m; H 1,1 m. Rand abgesetzt. Flache Nord-Süd ausgerichtete Pflanzfurchen. Einige faustgroße Steine am West-Rand sichtbar.                                                                                                  | 28930786 | BW   |
| 53° 14′ 58″ N, 10° 16′ 2″ O  | Kirchgellersen 30, Grabhügel   | Oval, annähernd O-W orientiert, Länge ca. 24 m (nicht klar bestimmbar) und H. noch ca. 0,5 m. Oberfläche stark zerwühlt und von Dachsbau mit mehreren Eingängen stark gestört.                                                                                                 | 28930788 | BW   |
| 53° 15′ 12″ N, 10° 16′ 0″ O  | Kirchgellersen 31, Grabhügel   | Fast rund, Dm. 17 m; H. 1,2 m. Kuppe abgeflacht. | 28930790 | BW   |
| 53° 15′ 18″ N, 10° 15′ 8″ O  | Kirchgellersen 32, Grabhügel   | Fast rund, Dm. ca. 19 m; H. 1,1 m. Oberfläche unregelmäßig, überzogen von Pflanzfurchen und Baumstümpfen. Süd-Rand durch Grenzgraben geschnitten. | 28930792 | BW   |
| 53° 15′ 57″ N, 10° 15′ 26″ O | Kirchgellersen 34, Grabhügel   | Rund, auf einer Geländeerhebung. Dm. 21 m; H. 1,1 m. Rand abgesetzt. Auf dem Hügel eine große Eingrabung und von Pflanzfurchen überzogen. | 28930796 | BW   |
| 53° 15′ 59″ N, 10° 15′ 29″ O | Kirchgellersen 33, Grabhügel   | Rund, Dm. 19 m; H. 1,2 m. Rand schwach abgesetzt. In der Hügelmitte eine sehr große Eingrabung, der Aushub liegt am Rand. | 28930794 | BW   |
| 53° 14′ 4″ N, 10° 17′ 18″ O  | Kirchgellersen 48, Grabhügel   | Fast rund, Dm. 19 m; H. 1,6 m. Kuppe abgeflacht, stellenweise Eintiefungen, die Ränder abgesetzt, stellenweise angeschnitten. Am Ostnordost –Rand zwei Findlinge. Bei Begehung 1987/88 wurden am südlichen Hügelfuß vier Feuersteinabschläge und ein Feuersteinstück gefunden. | 28930921 | BW   |
| 53° 14′ 24″ N, 10° 18′ 33″ O | Kirchgellersen 49, Grabhügel   | Oval, Nord-Süd orientiert, L. 16 m; Br. 12 m; H. 1 m. Im Hügel einige Einkuhlungen, Kuppe abgetragen. Randbereiche angeschnitten. | 28931019 | BW   |
| 53° 14′ 25″ N, 10° 19′ 53″ O | Kirchgellersen 71, Grabhügel   | Rund, Dm. 19 m; H. 1,2 m. Deutlich abgesetzt. In der Kuppe eine Eingrabung. Pflanzfurchen. | 28931160 | BW   |
| 53° 14′ 30″ N, 10° 19′ 11″ O | Kirchgellersen 76, Grabhügel   | Fast rund, Dm. 21 m; H. 1,5 m. Rand abgesetzt. Über den Hügel verlaufen verschiedene Fahrspuren. Am Ost –Rand eine Einkuhlung. Am Nordwest–Rand und Ost–Rand Lesesteinhaufen.                                                                                                  | 28931170 | BW   |
| 53° 16′ 0″ N, 10° 15′ 24″ O  | Kirchgellersen 96, Grabhügel   | Fast rund, Dm. 16 m; H ca. 1,1 m. Kuppe nach Norden schräg abgeflacht, Rand im Süden schwach abgesetzt, sonst auslaufend. | 28931304 | BW   |
| 53° 13′ 0″ N, 10° 15′ 51″ O  | Kirchgellersen 102, Grabhügel  | Fast rund, Dm. 21 m; H. 1 m. Oberfläche unregelmäßig, darin einige Einkuhlungen. Im Nord-, West- und Süd-Bereich ein flacher Graben, dieser möglicherweise vom Steinesuchen.                                                                                                   | 28931415 | BW   |
| 53° 12′ 59″ N, 10° 15′ 51″ O | Kirchgellersen 103, Grabhügel  | Rund, Dm. 17 m; H. 1,3 m. Rand abgesetzt. Oberfläche unregelmäßig, in der Mitte eine große Eingrabung (L. 4,5 m; Br. 3,5 m; T. 0,5 m). In der Eingrabung ein überkopfgroßer Granitstein. Beim Sandgraben wurden 1969 Urnenscherben gefunden.                                   | 28931417 | BW   |
| 53° 16′ 2″ N, 10° 15′ 41″ O  | Kirchgellersen 111, Wegespuren | | 28931716 | BW   |
| 53° 16′ 12″ N, 10° 15′ 22″ O | Kirchgellersen 113, Wall       | Ost–West verlaufender Wall. L. 100 m; Profil abgerundet; Basis–Br. bis 5 m; Br. der Krone bis 1,5 m; H. 0,7 m. Im Süden ein vorgelagerter Graben. Br. bis 0,5 m. Im Ost-Bereich ein Durchbruch (Zuwegung zu angrenzenden Wirtschaftsflächen).                                  | 28932290 | BW   |

### Kirchgellersen 1
- ID:28930535
- Ca. 1,6 – 1,8 km östlich bis ostsüdöstlich der Kirche von Kirchgellersen, 200 – 600 m nördlich der Straße nach Heiligenthal, liegt auf einer flachen Kuppe eine Gruppe aus drei erhaltenen (FStNr. 2 – 4) und ca. sechs abgetragenen (FStNr. 1, 5 – 7, 79, 80) Grabhügeln sowie einem Urnenfriedhof (FStNr. 83) und einer Fundstreuung (FStNr. 82). Grabhügel FStNr. 1 lag ca. 250 m nordöstlich und damit etwas abseits von den übrigen Denkmalen der Gruppe. Die erhaltenen Hügel haben Dm. von 12 – 16 m und H. von 0,3 – 0,9 m. Der ausgegrabene Hügel FStNr. 6 hatte 18 m Dm. und 1,3 m H.

| Lage                        | Bezeichnung      | Beschreibung | ID       | Bild |
| --------------------------- | ---------------- | --- | -------- | ---- |
| 53° 13′ 42″ N, 10° 19′ 4″ O | Kirchgellersen 2 | Fast runder Grabhügel. Dm. 12 m; H. 0,3 m. Hügel sehr stark verflacht, Rand auslaufend. Mehrere Einkuhlungen in der Hügeloberfläche. 3 m östlich der Hügelmitte ein TP-Stein. | 28930539 | BW   |
| 53° 13′ 39″ N, 10° 19′ 6″ O | Kirchgellersen 3 | Rund, Dm. 16 m; H. 0,9 m. Rand kaum abgesetzt, Oberfläche unregelmäßig, Kuppe abgeflacht und leicht eingetieft.                                                               | 28930541 | BW   |
| 53° 13′ 38″ N, 10° 19′ 7″ O | Kirchgellersen 4 | Fast rund, Dm. 15 m; H. 0,7 m. Kuppe abgeflacht, Rand auslaufend. Nordwestlich der Mitte führt ein Weg von Südwesten nach Nordosten über den Hügel.                           | 28930543 | BW   |

### Kirchgellersen 8
- ID:28930551
- Südöstlich von Kirchgellersen, südlich der Straße nach Heiligenthal, ostnordöstlich des Wiemersberges liegt im Bereich einer vorgelagerten Kuppe eine Gruppe von sechs Grabhügeln. FStNr. 9 ist oval (L. 18 m), die anderen sind rund (Dm. 5–16 m); H. 0,4  – 1,9 m. Die Hügel weisen verschiedene Beschädigungen auf.

| Lage                         | Bezeichnung        | Beschreibung | ID       | Bild |
| ---------------------------- | ------------------ | --- | -------- | ---- |
| 53° 13′ 23″ N, 10° 18′ 46″ O | Kirchgellersen 8   | Rund, Dm. 13 m; H. 0,8 m. Westlich der Mitte eine flache längliche Eintiefung.                                                                    | 28930647 | BW   |
| 53° 13′ 20″ N, 10° 18′ 44″ O | Kirchgellersen 9   | Oval, etwa Ost-West orientiert, L. 18 m; Br. 15 m; H. 1,9 m. Rand abgesetzt. Auf dem Hügel einige flache Einkuhlungen.                            | 28930649 | BW   |
| 53° 13′ 19″ N, 10° 18′ 43″ O | Kirchgellersen 10  | Fast rund, Dm. 16 m; H. 1,1 m. Nordwestlich und südwestlich der Mitte je ein tiefes, 2 × 1 m großes Schützenloch. Einzelne Granitsteine sichtbar. | 28930651 | BW   |
| 53° 13′ 18″ N, 10° 18′ 47″ O | Kirchgellersen 11  | Rund, Dm. 7,5 m und H. 0,4 m. Flache Eindellungen auf und wird durch Tierbaue gestört.                                                            | 28930653 | BW   |
| 53° 13′ 17″ N, 10° 18′ 46″ O | Kirchgellersen 19  | Rund, Durchmesser 7,2 m und Höhe 0,4 m. Flache Eintiefungen östlich der Mitte.                                                                    | 28930671 | BW   |
| 53° 13′ 18″ N, 10° 18′ 45″ O | Kirchgellersen 107 | Fast rund, Dm. 5 m; H. im Süden 0,1 m. H. im Norden 0,6 m.                                                                                        | 28931714 | BW   |

### Kirchgellersen 12
- ID:28930655
- Südöstlich von Kirchgellersen, südlich der Straße nach Heiligenthal, liegt auf einem Sattel zwischen dem Wiemersberg und einer ostnordöstlich vorgelagerten Kuppe eine Gruppe von drei annähernd runden (FStNr. 15, 17, 18) und vier ovalen Grabhügeln. Der Rundhügel FStNr. 18 ist weitgehend abgetragen. Die übrigen haben Dm. (bzw. L.) von 13 – 20 m. Der Rundhügel FStNr. 15 ist 0,4 m hoch; die H. der übrigen beträgt 1,3 – 1,6 m. Die Hügel weisen unterschiedlich starke Beschädigungen auf.

| Lage                         | Bezeichnung       | Beschreibung | ID       | Bild |
| ---------------------------- | ----------------- | --- | -------- | ---- |
| 53° 13′ 18″ N, 10° 18′ 38″ O | Kirchgellersen 12 | Oval, Ost-West orientiert, L. 16 m; Br. 12 m; H. 1,3 m. Rand abgesetzt. In der Kuppe eine Schanzgrube; Nordost-Rand abgegraben. Im Hügel mehrere große Tierbaue. An der Oberfläche einige Granitsteine sichtbar.                                                                                            | 28930657 | BW   |
| 53° 13′ 17″ N, 10° 18′ 37″ O | Kirchgellersen 13 | West-Rand durch Weg angeschnitten, daher oval, etwa mit nordsüdlicher Orientierung. L. 20 m; Br. 15 m; H. 1,6 m. Kuppe abgeflacht und leicht eingetieft. Rand abgesetzt. Im Hügel zahlreiche große Tierbaue. Einige Lesesteine sichtbar, am südwestlichen und nordwestlichen Hügelfuß überkopfgroße Steine. | 28930659 | BW   |
| 53° 13′ 15″ N, 10° 18′ 36″ O | Kirchgellersen 14 | Leicht oval, etwa Ost-West orientiert, L. 16 m; Br. 14 m; H. 1,3 m. In der Hügeloberfläche zwei flache Vertiefungen und Tiergänge. | 28930661 | BW   |
| 53° 13′ 15″ N, 10° 18′ 38″ O | Kirchgellersen 15 | Fast rund, Dm. 13 m; H. 0,4 m. Kuppe abgeflacht, Rand auslaufend. Oberfläche unregelmäßig, darin Einkuhlungen. | 28930663 | BW   |
| 53° 13′ 16″ N, 10° 18′ 38″ O | Kirchgellersen 17 | Fast rund, Dm. 16 m; H. 1,4 m. Kuppe abgeflacht, Rand abgesetzt. In der Mitte eine flache Eingrabung, die östliche Böschung und der nördliche Hügelfuß gestört. | 28930667 | BW   |

### Kirchgellersen 20
- ID:28933319
- Ca. 2,2 km nordöstlich von Kirchgellersen, gut 300 m nördlich der Straße nach Reppenstedt liegt auf einer flachen, schwach nach Südwesten geneigten Hochfläche eine Gruppe von sechs Grabhügeln. Die FStNr. 20 – 23 und 84 sind auf einer Fläche von 100  × 40 m relativ dicht beieinander liegend, davon etwas abgesetzt der 80 m östlich liegende Hügel FStNr. 78. Die erhaltenen Hügel haben 8,5 m  – 22 m Dm. und 0,4 – 1,5 m H.

| Lage                        | Bezeichnung       | Beschreibung | ID       | Bild |
| --------------------------- | ----------------- | --- | -------- | ---- |
| 53° 14′ 35″ N, 10° 19′ 5″ O | Kirchgellersen 20 | Fast rund, Dm. 22 m; H. 1,5 m. Rand abgesetzt und im Norden angeschnitten. Oberfläche unregelmäßig, darin zahlreiche, bis knietiefe Eingrabungen; im Ost-Bereich Böschung über Knietiefe abgegraben (Abgrabung Nord-Süd orientiert; L. 14 m; Br. 6 m). | 28930673 | BW   |
| 53° 14′ 35″ N, 10° 19′ 3″ O | Kirchgellersen 21 | Rund, Dm. 14 m; H. 1,3 m. Kuppe abgeflacht, Rand abgesetzt. | 28930675 | BW   |
| 53° 14′ 35″ N, 10° 19′ 2″ O | Kirchgellersen 22 | Rund, Dm. 11 m; H. 1 m. Rand schwach abgesetzt. In nördlicher Böschung und am Nordwest-Rand je eine Einkuhlung. | 28930770 | BW   |
| 53° 14′ 34″ N, 10° 19′ 0″ O | Kirchgellersen 23 | Fast rund, Dm. 17 m; H. 1,5 m. Rand abgesetzt. Im Hügel Tierbaue und Eingrabungen. Auf der Kuppe großer Hochsitz. | 28930772 | BW   |
| 53° 14′ 34″ N, 10° 19′ 8″ O | Kirchgellersen 78 | Rund, Dm. 15,5 m; H. 1,2 m. Kuppe abgeflacht, Rand abgesetzt. In der Oberfläche verschiedene flache Eingrabungen. | 28931174 | BW   |
| 53° 14′ 34″ N, 10° 19′ 3″ O | Kirchgellersen 84 | Fast rund, Dm. 8,5 m; H. 0,4 m. Oberfläche von Pflanzfurchen in Richtung Nord-Süd durchzogen. | 28933317 | BW   |

### Kirchgellersen 25
- ID:28930776
- Ca. 2,3 km nordnordwestlich der Kirche von Kirchgellersen, südwestlich des Weges nach Einemhof liegt in schwach nach Süden geneigtem Gelände eine Gruppe von vier Grabhügeln (FStNr. 25 – 28), durch die im Süden Wegespuren (FStNr. 106) hindurchführen. Im Bereich des nördlichen Hügels FStNr. 26 liegen gut erkennbare, ausgeprägte Wölbackerbeete (FStNr. 105). Hügel FStNr. 25 wurde ausgegraben, der ringförmig abgelagerte Aushub ist erkennbar. FStNr. 26 – 28 sind erhalten; Dm. bzw. gr. L. 15 – 17 m; H. 0,8 – 0,9 m.

| Lage                         | Bezeichnung                   | Beschreibung | ID       | Bild |
| ---------------------------- | ----------------------------- | --- | -------- | ---- |
| 53° 15′ 0″ N, 10° 16′ 49″ O  | Kirchgellersen 26             | Ost-Hälfte abgetragen, daher heute sichelförmig. Abbruchkante von Nordnordwest nach Südsüdost. L. 15 m; Br. (noch) 7,5 m; H. noch 0,8 m. Rand im Süden an Wölbackerfurche angrenzend, im Westen und Norden auslaufend. Im Hügel große Tierbaue. In Ost-Hälfte ein kinderkopfgroßer Granitstein. | 28930780 | BW   |
| 53° 14′ 57″ N, 10° 16′ 44″ O | Kirchgellersen 27             | Fast rund, Dm. ca. 16 m; H. 0,9 m. Südwestlicher Randbereich durch eine Parzellengrenze geschnitten und abgetragen; im Norden eine hohlwegartige Wegespur. Nordost-Südwest orientierte Pflanzfurchen. Einzelne faust- bis kopfgroße Granitsteine sichtbar.                                      | 28930782 | BW   |
| 53° 14′ 57″ N, 10° 16′ 45″ O | Kirchgellersen 28             | Oval, Ost-West orientiert, L. 17 m; Br. 13 m; H. 0,85 m. Flache Nord-Süd ausgerichtete Pflanzfurchen. | 28930784 | BW   |
| 53° 15′ 0″ N, 10° 16′ 48″ O  | Kirchgellersen 105, Wölbacker | | 28931421 | BW   |

### Kirchgellersen 38
- ID:28930899
- Nordwestlich von Kirchgellersen, südsüdwestlich von Wappenhorn und östlich des Oh-Berges liegt auf einem flachen Ostsüdost-Hang eine Gruppe von neun erhaltenen, beschädigten Grabhügeln (FStNr. 39 – 47). Ein weiterer ist restlos abgegraben worden (FStNr. 38). Dm. der erhaltenen Hügel 10 – 23 m; H. 0,5 – 1,7 m.

| Lage                         | Bezeichnung       | Beschreibung | ID       | Bild |
| ---------------------------- | ----------------- | --- | -------- | ---- |
| 53° 14′ 9″ N, 10° 16′ 10″ O  | Kirchgellersen 39 | Rund, Dm. 12 m; H. 1,1 m. In der Kuppe eine kleine, tiefe Eingrabung. Böschung ist steil und an verschiedenen Stellen im Norden und Osten angegraben.                                                                                             | 28930903 | BW   |
| 53° 14′ 9″ N, 10° 16′ 12″ O  | Kirchgellersen 40 | Oval, Nordnordost-Südsüdwest orientiert, L. 21 m; Br. 16 m; H. 0,8 m. Kuppe abgeflacht, Rand im Westen auslaufend, sonst abgesetzt. Oberfläche unregelmäßig, mehrere flache Eingrabungen in der Kuppe und in der Böschung.                        | 28930905 | BW   |
| 53° 14′ 10″ N, 10° 16′ 14″ O | Kirchgellersen 41 | Rund, Dm. 15 m; H. 1,3 m. Rand deutlich abgesetzt. In der Kuppe eine große tiefe Eingrabung. Im Norden, Osten und Süden verläuft auf halber Höhe eine umlaufende grabenartige Vertiefung.                                                         | 28930907 | BW   |
| 53° 14′ 10″ N, 10° 16′ 15″ O | Kirchgellersen 42 | Länglich, Rand und Böschung im Nordwesten und besonders im Osten abgetragen, daher heute länglich und Nordost-Südwest orientiert. L. 14 m; Br. 9 m; H. 1,1 m. Oberfläche unregelmäßig, darin mehrere längliche Ost-West orientierte Eingrabungen. | 28930909 | BW   |
| 53° 14′ 9″ N, 10° 16′ 14″ O  | Kirchgellersen 43 | Rund, Dm. 18 m; H. 1,5 m. Kuppe abgeflacht, Rand abgesetzt. Oberfläche unregelmäßig, nordöstlich der Mitte eine große, tiefe Schanzgrube. Entlang des Hügels ziehen sich grabenförmige Gruben, die eventuell der Steinentnahme dienten.           | 28930911 | BW   |
| 53° 14′ 8″ N, 10° 16′ 14″ O  | Kirchgellersen 44 | Rund, Dm. 14 m; H. 1,1 m. Kuppe nach Südost schräg abgeflacht, Rand abgesetzt. Mehrere flache Eingrabungen in der Kuppe und an der Böschung. | 28930913 | BW   |
| 53° 14′ 6″ N, 10° 16′ 13″ O  | Kirchgellersen 45 | Oval, L. 10 m; Br. 8 m; H. 0,9 m. Von Nordnordwest her wurde eine größere Angrabung angelegt. | 28930915 | BW   |
| 53° 14′ 7″ N, 10° 16′ 12″ O  | Kirchgellersen 46 | Länglich, von Nordosten weitgehend abgegraben, daher heute länglich und Nordwest-Südost orientiert. L. 10 m; H. bis 0,5 m. Südwestlicher Rand- und Böschungsbereich sind erhalten.                                                                | 28930917 | BW   |
| 53° 14′ 7″ N, 10° 16′ 10″ O  | Kirchgellersen 47 | Fast rund, Dm. 23 m; H. 1,7 m. Kuppe durch eine große, tiefe U-förmige Schanzgrube (Gefechtsstand) gestört, nordöstlich davon eine weitere große Eingrabung, verschiedene flache Eingrabungen in der Böschung.                                    | 28930919 | BW   |

### Kirchgellersen 50
- ID:28931021
- Ca. 1,7 – 2,1 km nordöstlich der Kirche von Kirchgellersen, 70 – 180 m nördlich der Straße nach Reppenstedt und Lüneburg und nördlich des Osterbaches liegt in ebenem, leicht nach Süden abfallendem Gelände ein Gräberfeld von 26 heute noch nachweisbaren Grabhügeln und einem Urnenfriedhof. Ursprünglich reichte das Gräberfeld im Osten wohl bis zu Grabhügel FStNr. 76 und im Westen bis FStNr. 49. Zwei Grabhügel sind zerstört; einer ist nur noch als Verfärbung im Acker zu erkennen. Die erhaltenen Grabhügel haben Dm. von 10 – 22 m und H. von 0,4 – 1,6 m, wobei die größeren überwiegen.

| Lage                         | Bezeichnung                        | Beschreibung | ID       | Bild |
| ---------------------------- | ---------------------------------- | --- | -------- | ---- |
| 53° 14′ 24″ N, 10° 18′ 48″ O | Kirchgellersen 51                  | Oval, Nordnordost-Südsüdwest orientiert, L. ca. 20 m; Br. ca. 12 m; H. ca. 1,4 m. Oberfläche insgesamt stark gestört. Ost-West verlaufender Grenzgraben. Mehrere Eingrabungen. Vor dem West-Rand ein Erdhaufen. Westlich zwei und am Ost-Rand ein weiterer Granitbrocken. | 28931025 | BW   |
| 53° 14′ 25″ N, 10° 18′ 47″ O | Kirchgellersen 52                  | Fast rund, Dm. 14 m; H. 0,8 m. Kuppe leicht eingesunken, Rand abgesetzt; im Norden, Westen und Südosten angegraben. | 28931027 | BW   |
| 53° 14′ 27″ N, 10° 18′ 46″ O | Kirchgellersen 53                  | Fast rund, Dm. 13 m; H. 1,1 m. Rand schwach abgesetzt, von Pflanzfurchen überzogen. In der Mitte eine Eingrabung. | 28931029 | BW   |
| 53° 14′ 26″ N, 10° 18′ 49″ O | Kirchgellersen 54                  | Rund, Dm. 19 m; H. 1,2 m. Kuppe abgeflacht, Rand abgesetzt. Oberfläche unregelmäßig, auf der Nordwest-Böschung flach abgetragen. Pflanzfurchen. | 28931031 | BW   |
| 53° 14′ 26″ N, 10° 18′ 50″ O | Kirchgellersen 55                  | Fast rund, Dm. 16 m; H. 1 m. Rand abgesetzt. In der Hügelmitte eine große Eingrabung, Pflanzfurchen. | 28931033 | BW   |
| 53° 14′ 27″ N, 10° 18′ 51″ O | Kirchgellersen 56                  | Fast rund, Dm. 18 m; H. 1,6 m. Kuppe abgeflacht, Rand abgesetzt. Nordwestlich flache Abtragung. Am Südost-Rand Eingrabung mit steilen Rändern von 3 m L. (in Richtung auf das Hügelzentrum), 1,5 m Br. und 0,8 m T.                                                       | 28931035 | BW   |
| 53° 14′ 25″ N, 10° 18′ 51″ O | Kirchgellersen 57                  | Fast rund, Dm. 19 m; H. 1,4 m. Rand abgesetzt. Oberfläche der Böschung außer im Südosten durch zahlreiche Mulden gestört. | 28931037 | BW   |
| 53° 14′ 24″ N, 10° 18′ 53″ O | Kirchgellersen 58                  | Fast rund, Dm. 17 m; H. 1 m. Rand schwach abgesetzt, an Nord-Seite von Ost-West verlaufenden Grenzgraben geschnitten. Westlich der Kuppe und am Südost-Rand je ein mittelgroßer Findling (L. ca. 0,8 m).                                                                  | 28931039 | BW   |
| 53° 14′ 25″ N, 10° 18′ 53″ O | Kirchgellersen 59                  | Rund, Dm. 18 m; H. 1,3 m. Rand abgesetzt, im Bereich der Kuppe einige flache Eingrabungen. | 28931041 | BW   |
| 53° 14′ 26″ N, 10° 18′ 55″ O | Kirchgellersen 60                  | Rund, Dm. 17 m; H. 1,4 m. Deutlich abgesetzt, Kuppe eingesunken. Am Ost-bis Südost-Rand drei kleine Windwurfteller. | 28931043 | BW   |
| 53° 14′ 27″ N, 10° 18′ 57″ O | Kirchgellersen 61                  | Fast rund, Dm. 14 m; H. 0,8 m. Kuppe abgeflacht, Rand schwach abgesetzt. Am Nord-Rand ein Windwurf von 1,2 m Dm. | 28931045 | BW   |
| 53° 14′ 28″ N, 10° 18′ 55″ O | Kirchgellersen 62                  | Annähernd rund, Dm. 18 m; H. 1,1 m. Im Norden durch einen Eigentumsgrenzgraben angeschnitten, dadurch leicht oval. Kuppe abgeflacht, Rand auslaufend. | 28931047 | BW   |
| 53° 14′ 25″ N, 10° 18′ 56″ O | Kirchgellersen 65                  | Rund, Dm 15 m; H. 1,1 m. Rand abgesetzt. Ein Nordost-Südwest verlaufender Waldpfad (Parzellengrenze). In der Wegetrasse zwei kleine Granitsteine; 6 m südlich ein größerer Granitstein.                                                                                   | 28931148 | BW   |
| 53° 14′ 25″ N, 10° 18′ 58″ O | Kirchgellersen 66                  | Rund, Dm. 18 m; H. 1,3 m. Rand schwach abgesetzt. In der Kuppe weite Mulde (Dm. 4 m; T. mindestens 0,6 m). Pflanzfurchen. | 28931150 | BW   |
| 53° 14′ 27″ N, 10° 19′ 0″ O  | Kirchgellersen 67                  | Rund, Dm. 22 m; H. 1,5 m. Rand schwach abgesetzt. Kuppe abgeflacht und nach Süden leicht abfallend. Oberfläche durch kleinere Mulden gestört. Pflanzfurchen. | 28931152 | BW   |
| 53° 14′ 28″ N, 10° 18′ 59″ O | Kirchgellersen 68                  | Fast rund, Dm. ca. 9 m, H. ca. 0,2 – 0,3 m. Rand auslaufend. Im Gelände nur sehr schwer erkennbar. | 28931154 | BW   |
| 53° 14′ 28″ N, 10° 19′ 1″ O  | Kirchgellersen 69                  | Fast rund, Dm. 14 m; H. 1,2 m. Rand schwach, nur nach Südsüdwest zu einem Waldpfad hin stark, abgesetzt. Von Pflanzfurchen überzogen. | 28931156 | BW   |
| 53° 14′ 24″ N, 10° 19′ 1″ O  | Kirchgellersen 70                  | Fast rund, Dm. 17 m; H. 1,3 m. Rand abgesetzt, Kuppe abgeflacht, im Zentrum eine Mulde. | 28931158 | BW   |
| 53° 14′ 26″ N, 10° 19′ 1″ O  | Kirchgellersen 72                  | Fast rund, Dm. 14 m; H. 1,1 m. Kuppe eingesunken, Rand schwach abgesetzt. | 28931162 | BW   |
| 53° 14′ 27″ N, 10° 19′ 2″ O  | Kirchgellersen 73                  | Rund, Dm. 18 m; H. 1,4 m. Kuppe abgeflacht, Rand abgesetzt. Oberfläche sehr unregelmäßig. | 28931164 | BW   |
| 53° 14′ 25″ N, 10° 19′ 3″ O  | Kirchgellersen 74                  | Rund, Dm. 18 m, H. 1,1 m. Rand abgesetzt. In der Kuppe eine weite Eintiefung. Oberfläche unregelmäßig, darin einige Tierbaue. | 28931166 | BW   |
| 53° 14′ 26″ N, 10° 19′ 5″ O  | Kirchgellersen 75                  | Fast rund, Dm. 15 m; H. 1,3 m. Rand schwach abgesetzt. In der Kuppe eine Mulde, über die südliche Böschung verläuft eine Fahrspur. Oberfläche unregelmäßig. | 28931168 | BW   |
| 53° 14′ 27″ N, 10° 18′ 51″ O | Kirchgellersen 81, Urnengräberfeld | | 28931278 | BW   |
| 53° 14′ 26″ N, 10° 18′ 52″ O | Kirchgellersen 130                 | Oval, Nord-Süd orientiert, L. ca. 19 m, Br. ca. 16 m, H. ca. 1,6 m. Im Nordosten und Südwesten Baumwürfe und Stubben. | 48983734 | BW   |